# Rio Pardinho (vattendrag i Brasilien, Minas Gerais)
Rio Pardinho är ett vattendrag i Brasilien.   Det ligger i delstaten Minas Gerais, i den östra delen av landet, 600 km öster om huvudstaden Brasília.
I omgivningarna runt Rio Pardinho växer huvudsakligen savannskog. Runt Rio Pardinho är det glesbefolkat, med 10 invånare per kvadratkilometer.